# Piotr Doubrov
Piotr Valerievich Doubrov (en russe : Пётр Валерьевич Дубров), né le 30 janvier 1978 à Khabarovsk (Russie), est un cosmonaute russe. Il a participé à l'Expédition 65 à bord de la Station spatiale internationale (ISS) en 2021 et est assigné comme commandant de la mission Soyouz MS-29, prévue pour 2026, dans le cadre de l'Expédition 75.

## Biographie

### Études et premières expériences professionnelles
Piotr Doubrov a grandi et effectué ses études dans la ville de Khabarovsk dans l'extrême orient russe. Il a été diplômé de l'Université d'État de Khabarovsk en 1999, avec une spécialisation en ingénierie des systèmes informatiques et des logiciels. Il a ensuite travaillé dans des sociétés informatiques à Moscou.

### Carrière àRoscosmos
Doubrov est sélectionné comme aspirant cosmonaute en 2012, dans le groupe TsPK-16.
Le 9 avril 2021, il s'envole à bord de Soyouz MS-18 pour participer à l'Expédition 65 de l'ISS. Cette expédition est marquée par les préparatifs de l'arrivée du laboratoire russe Nauka, qui décolle en juillet 2021 après des années de retard. Doubrov est le premier cosmonaute de la sélection 2012 à être assigné à une mission spatiale. Au cours de cette mission, il effectue quatre sorties extravéhiculaires (EVA) pour un total d’environ 28 heures, principalement pour intégrer le module Nauka à l’ISS.
En 2025, Doubrov est assigné comme commandant de la mission Soyouz MS-29, prévue pour décoller en juin 2026 depuis le cosmodrome de Baïkonour à bord d’un vaisseau Soyouz. Accompagné des cosmonautes Anna Kikina et Anil Menon, il participera à l’Expédition 75 pour une mission d’environ huit mois à bord de l’ISS.

### Vie privée
Doubrov est passionné de programmation et de parachutisme. Il a effectué plus de 500 sauts en parachute.